# Willemiena Bouwman
Willemiena Bouwman (Gees, 5 februari 1920 - Bennebroek, 3 maart 2007), bijgenaamd Mien van Trouw, was een Nederlands verzetsstrijdster en maatschappelijk werkster. Ze redde het leven van tientallen Joodse kinderen tijdens de Tweede Wereldoorlog en speelde een rol bij het ontstaan van het dagblad Trouw. Ze reisde met berichten en kopij voor de krant twee keer in de week van Groningen naar Amsterdam. Op de terugweg nam ze elke keer een Joods kind mee om dat op een veilig onderduikadres in het noorden onder te brengen.
Ze was verloofd met de Nederlandse verzetsstrijder Wim Speelman.